# Bairiki

Mapa atolu Tarawa wraz ze zaznaczonymi wyspami

Bairiki – miasto na wyspie Bairiki, na atolu Tarawa w grupie wysp Gilberta, w jednostce administracyjnej South Tarawa, faktyczna stolica Kiribati. Jest to główne centrum administracyjne republiki Kiribati (siedziba prezydenta i większości ministerstw), ale parlament został przeniesiony na wyspę Ambo. Bairiki jest też siedzibą katolickiej diecezji Tarawa i Nauru. W 2000 roku miasto liczyło 36,7 tys. mieszkańców.